# Hospital de la Caridad (Roncesvalles)
El Hospital de la Caridad de Roncesvalles o también conocido como hospital de peregrinos, fue un edificio —actualmente desaparecido— que fue levantado hacia mediados del siglo XII por el obispo de Pamplona, Sancho de Larrosa, con el fin de atender a los caminantes jacobeos. Anteriormente, en el lugar ocupado actualmente por la ermita de San Salvador de Ibañeta, ya existió otro establecimiento más antiguo y similar en las funciones prestadas. Desde finales del siglo XVIII y principios del XIX existe otro hospital que fue ampliado y mejorado en 2009: es el actual albergue de peregrinos.

## Historia

### San Salvador de Ibañeta como precedente
Varios autores sitúan en el Alto de Ibañeta la mansio conocida como Summo Pyreneo expresado en el Itinerario 34 del Itinerario Antonino, la vía romana entre Burdigalia (Burdeos) y Asturica Augusta (Astorga), Ab Asturica Burdigalam entrada natural por la llamada Vía Aquitania. El lugar también ya presentaría desde el siglo I d. C. una vinculación espiritual con el Sol o Júpiter.
En una carta de Sancho el de Peñalén, datada en 1071, es mencionado el monasterio noble y leal de Ibañeta. Unos años después, en 1110 es donado al monasterio de Leyre por un miembro de la familia real. Desde los siglos IX y X todos los peregrinos que realizaban el Camino de Santiago encontraba asistencia y reposo en el Alto de Ibañeta donde existía el monasterio de San Salvador que disponía de hospital.

### El nuevo hospital
La ubicación de Roncesvalles, más abrigada frente a las condiciones meteorológicas, favoreció el cambio entre 1127 y 1134 durante el obispado de Sancho de Larrosa. Se creó un cabildo de canónigos encargados de dirigir el hospital, el albergue y la iglesia y paulatinamente obtuvieron rentas de lugares cercanos, del entorno de Pamplona, y situados en la propia ruta jacobea que ayudaron a su mantenimiento.
La superficie del edificio, estimada tras las excavaciones realizadas en la década de 1990 es que hubiera superado los 500 m2 en planta mostrando un aspecto interior bastante similar al mostrado actualmente por el edificio conocido como Itzandeguía. Es más, puede que, incluso, Itzandeguía pudo haber sido el "hospital viejo" del que se habla en 1206.
En el códice La Preciosa (del siglo XIII), expuesto en el Museo de Roncesvalles, lo llama Domus hospitalis e indica la existencia de dos casas para enfermos (hombres y mujeres) dotadas además de unas condiciones excelentes tanto para enfermos como sanos, bien fueran católicos, paganos, judíos, herejes, etc. Ambas casas estaban iluminadas de día y de noche por lo que cabe suponer que estaban provistas de ventanales. El códice arroja otros datos como la existencia «de una despensa repleta de frutos de diversas procedencias».

### El actual hospital
El hospital que existe actualmente, en fase aún de ampliación y mejora (2009), fue diseñado en 1792 por el arquitecto José Poudez, y se levantó entre 1802 y 1807 con los criterios de la arquitectura neoclásica. Consiste en un gran bloque horizontal con tres plantas hacia el patio y cuatro hacia el este, apenas marcado por ventanales cuadrangulares y al que se accede por un portal con arco de medio punto enmarcado por pilastras, friso y frontón triangular.

## Galería

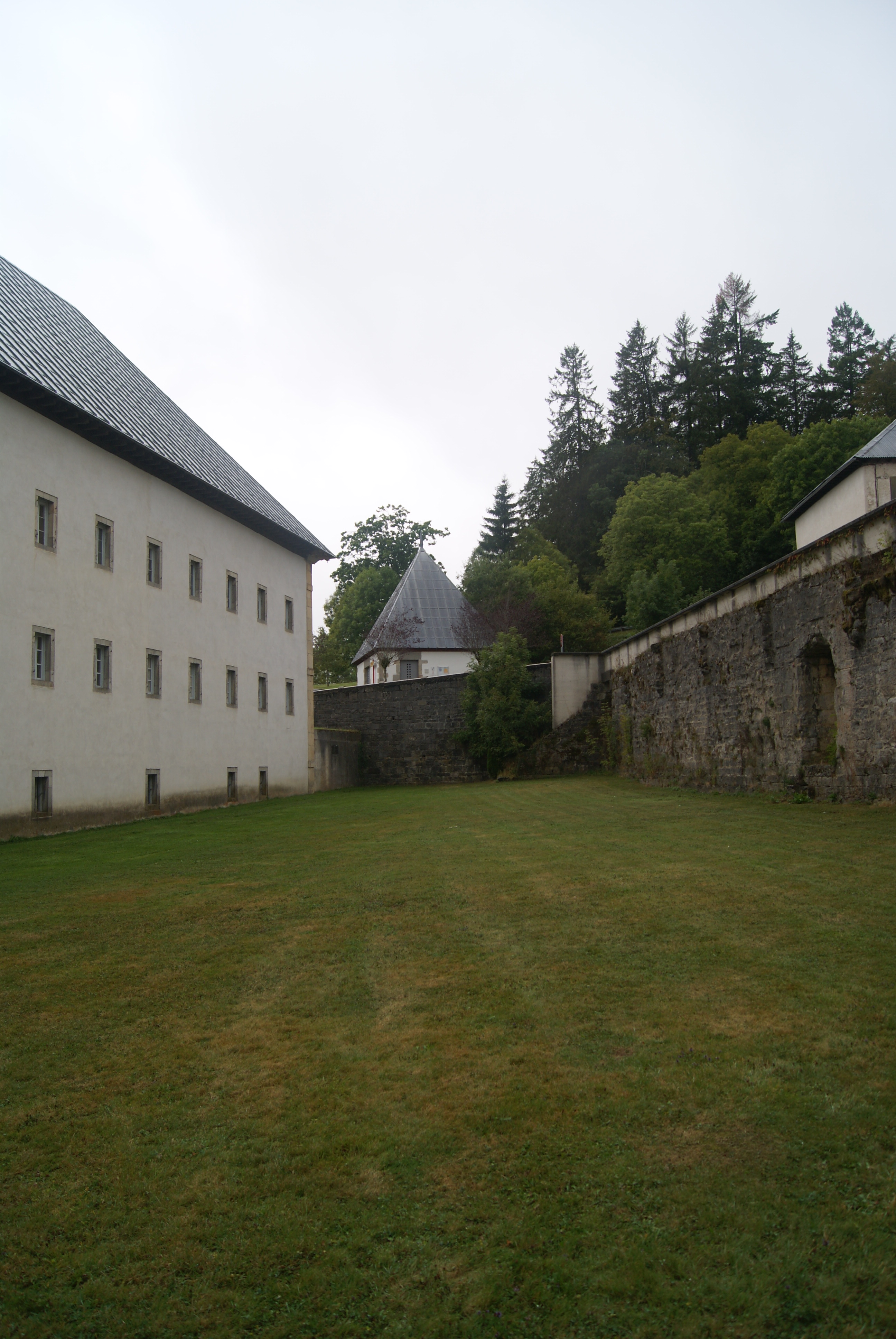
Sobre parte de este espacio se habría asentado el hospital de la Caridad. Entre 1992 y 1993 se realizaron campañas arqueológicas que mostraron parte de los muros y contrafuertes del antiguo edificio.
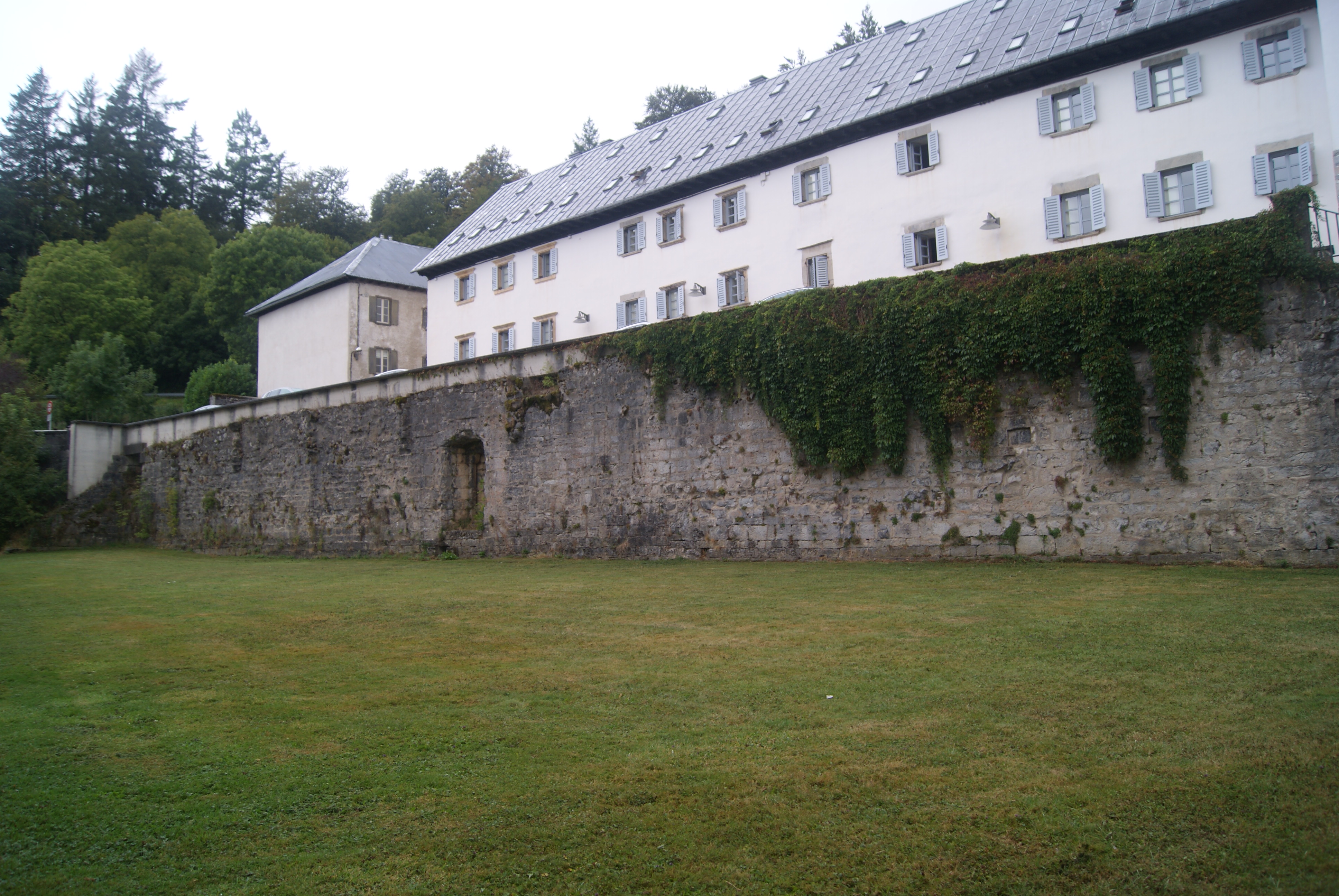
Muro de la Caridad (derecha) donde se observa el vano de la puerta en el centro y cuatro hiladas a cada lado donde se apoyaron los arcos transversales de piedra.
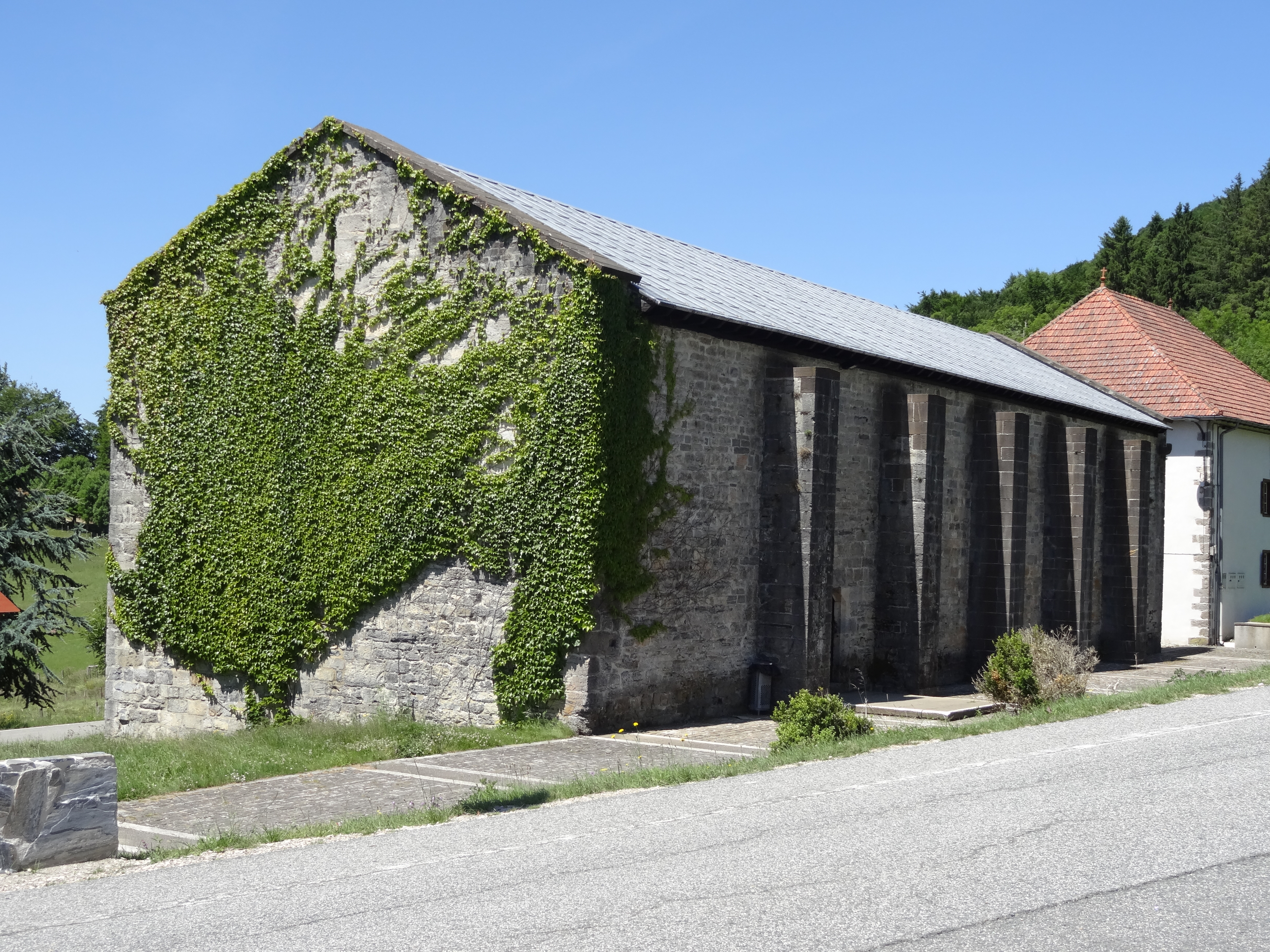
Itzandeguía es un edificio coétaneo del hospital con características constructivas muy similares.
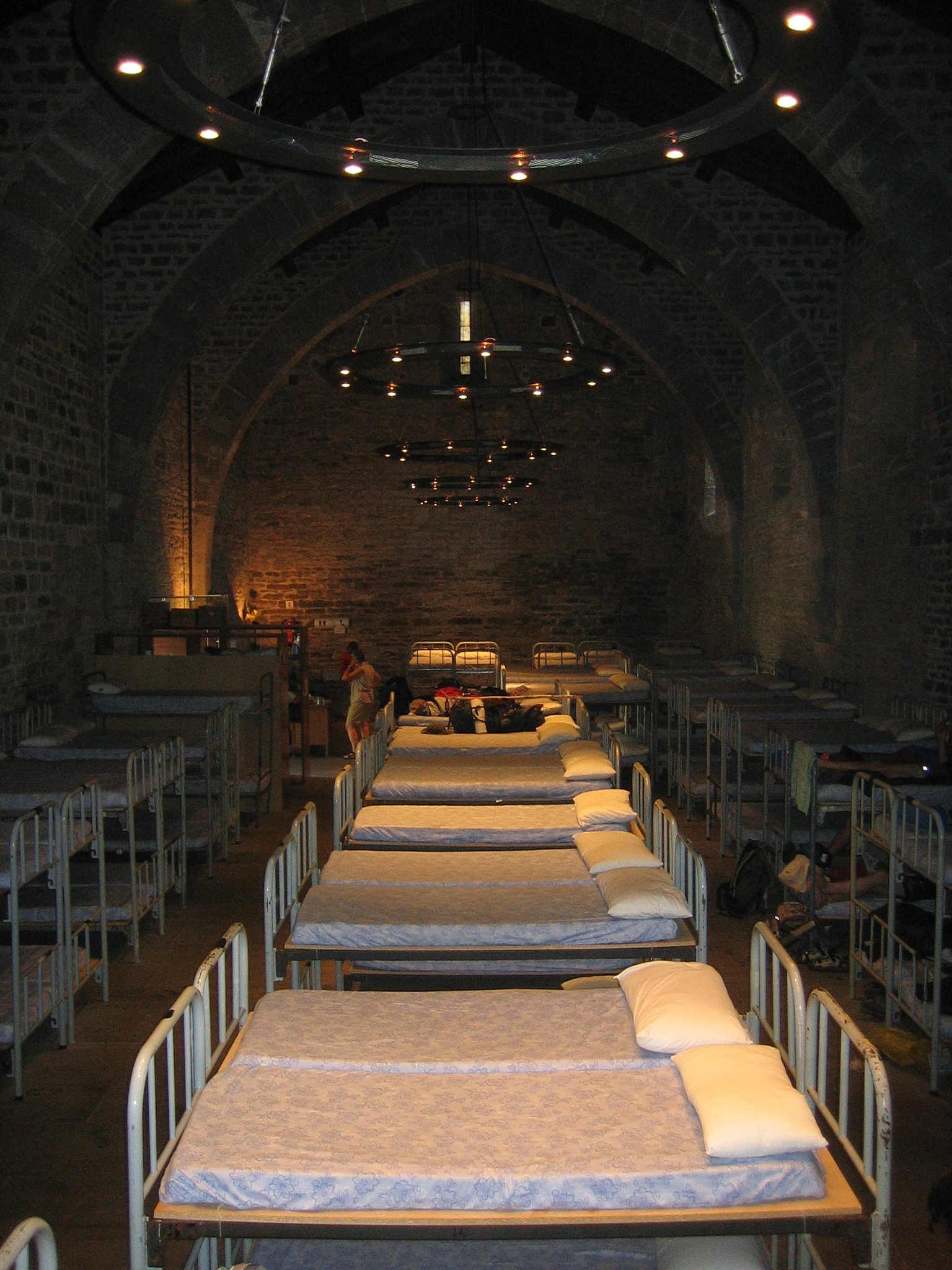
Itzandeguía, sala multifuncional, habilitada en 2006 como albergue de peregrinos. Este edificio podría haber sido el "hospital viejo" del que se habla en 1206 en las crónicas.
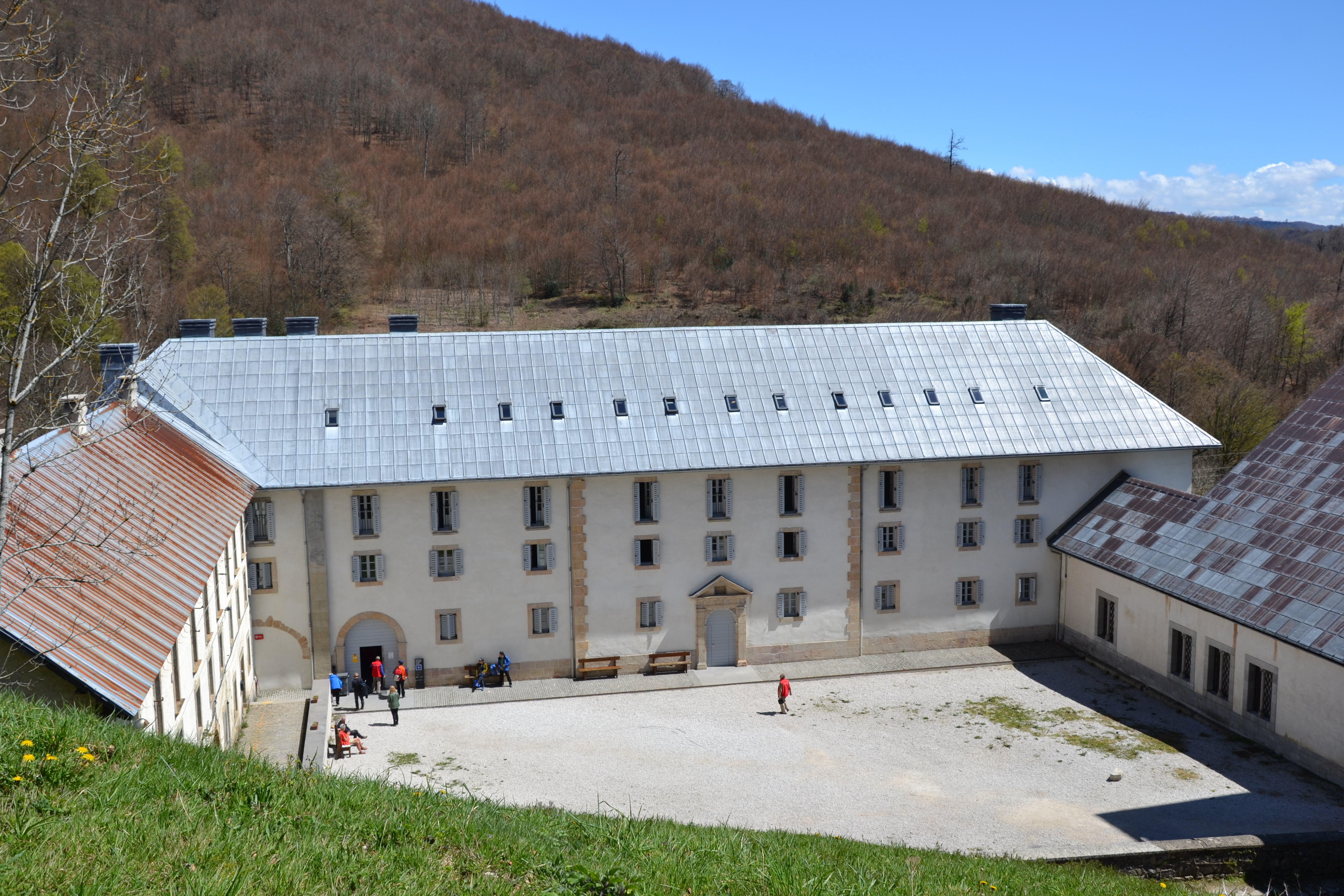
El edificio del nuevo hospital, actualmente funcionando como albergue de peregrinos